# The Extremist
| Críticas profissionais | Críticas profissionais |
| Avaliações da crítica  | Avaliações da crítica  |
| Fonte                  | Avaliação              |
| ---------------------- | ---------------------- |
| Allmusic               | [ 1 ]                  |

The Extremist é o quarto álbum do guitarrista de rock instrumental Joe Satriani. Foi lançado em 1992 e re-lançado em 1997.

## Faixas do CD
Todas as faixas foram compostas por Joe Satriani.
| N.º            | Título                        | Duração |  |
| 1.             | "Friends"                     | 3:29    |  |
| 2.             | "The Extremist"               | 3:43    |  |
| 3.             | "War"                         | 5:48    |  |
| 4.             | "Cryin'"                      | 5:43    |  |
| 5.             | "Rubina's Blue Sky Happiness" | 6:11    |  |
| 6.             | "Summer Song"                 | 5:00    |  |
| 7.             | "Tears in the Rain"           | 1:18    |  |
| 8.             | "Why"                         | 4:45    |  |
| 9.             | "Motorcycle Driver"           | 4:58    |  |
| 10.            | "New Blues"                   | 6:58    |  |
| Duração total: | Duração total:                | 47:53   |  |

## Créditos
- Joe Satriani – guitarras, Dobro, teclados, sintetizador, banjo, mandolin, baixo (faixas 8, 10), harmonica, arranjo e produção
- Phil Ashley – teclados (faixa 6), cordas sintetizadas, trompete sintetizado, squeezebox
- Gregg Bissonette – baterias (faixas 1–6, 8, 9)
- Bongo Bob – bateria (faixa 8), percussão (faixa 8)
- Simon Phillips – baterias (faixas 5, 10), tamborim
- Paulinho da Costa – percussão (faixas 2–4, 6, 8, 9)
- Jeff Campitelli – cymbals (faixa 10)
- Andy Johns – órgão (2, 9), co-arranjo (track 1), engenharia, produção
- Brett Tuggle – órgão (4)
- Matt Bissonette – baixo (faixas 1–6, 9)
- Doug Wimbish – baixo (faixa 5), spoken vocals
- John Cuniberti – engenharia, produção
- Bart Stevens – engenharia
- Dan Bosworth – engenharia
- Michael Semanick – engenharia
- David Plank – engenharia
- Michael Reiter – engenharia
- Julie Last – engenharia
- Bernie Grundman – masterização

## Prêmios e Indicações

### Álbum
| Ano  | Prêmio        | Indicação                    | Resultado |
| ---- | ------------- | ---------------------------- | --------- |
| 1993 | Grammy Awards | Best Rock Instrumental Album | Indicado  |

## Certificação
| Ano  | Formatos                         | Certificação/Vendas    |
| ---- | -------------------------------- | ---------------------- |
| 1992 | CD, LP, CS, Distribuição digital | Ouro (RIAA) / 100,000+ |

## Paradas Musicais

### Álbum
| Ano  | Ranking             | Posição | Total de Semanas |
| ---- | ------------------- | ------- | ---------------- |
| 1992 | The Billboard 200   | #22     | 28 semanas       |
| 1992 | UK Albums Chart     | #13     | 6 semanas        |
| 1992 | Schweizer Hitparade | #11     | 11 semanas       |
| 1992 | Sverigetopplistan   | #35     | 3 semanas        |
| 1992 | ARIA Charts         | #29     | 5 semanas        |
| 1992 | RIANZ               | #16     | 10 semanas       |
| 1992 | VG-lista            | #5      | 6 semanas        |

### Músicas
| Ano  | Música      | Ranking                              | Posição |
| ---- | ----------- | ------------------------------------ | ------- |
| 1992 | Friends     | Billboard Hot Mainstream Rock Tracks | #12     |
| 1992 | Summer Song | Billboard Hot Mainstream Rock Tracks | #5      |
| 1992 | Cryin`      | Billboard Hot Mainstream Rock Tracks | #24     |